# Afgán rigótimália
Az afgán rigótimália (Turdoides huttoni) a madarak osztályának verébalakúak (Passeriformes) rendjébe és a Leiothrichidae családjába tartozó faj.
Magyar név forrással, nincs megerősítve.

## Rendszerezése
A fajt Edward Blyth angol zoológus írta le 1847-ben, a Malacocercus nembe Malacocercus huttoni néven. Egyes szervezetek az Argya nembe sorolják Argya huttoni néven. Szerepelt még a hosszúfarkú rigótimália (Turdoides caudata) alfajaként Turdoides caudata huttoni néven is.

## Alfajai
- Turdoides huttoni huttoni (Blyth, 1847)
- Turdoides huttoni salvadorii (Filippi, 1865)[1]

## Előfordulása
Dél- és Délnyugat-Ázsiában, Afganisztán, Irak és Pakisztán területén honos.

## Megjelenése
Testhossza 20–26 centiméter, testtömege 30–40 gramm.

## Életmódja
Ízeltlábúakkal táplálkozik.

## Természetvédelmi helyzete
A Természetvédelmi Világszövetség Vörös listáján nem szerepel.
- Birding.hu - magyar neve